# 852.
◄ | 8. stoljeće | 9. stoljeće | 10. stoljeće | ►
◄ | 820-ih | 830-ih | 840-ih | 850-ih | 860-ih | 870-ih | 880-ih | ►
◄◄ | ◄ | 849. | 850. | 851. | 852. | 853. | 854. | 855. | ► | ►►
Astronomija • Književnost • Kršćanstvo • Pravo • Promet

## Događaji
- tegurij s imenom kneza Trpimira iz crkve sv. Petra u Rižinicama kod Solina

## Vanjske poveznice
|  | Zajednički poslužitelj ima još gradiva o temi 852. |